# Fernando Leal Crespo
Fernando Leal Crespo (Madrid, 1896 - Mallorca, 1936) fou un mestre d'escola i inspector d'ensenyament primari, assassinat pels franquistes el 1936.
Fernando Leal va néixer l'any 1896 a Madrid. Mestre d'escola, l'any 1921 fou destinat com a inspector d'ensenyament primari a Barcelona i tres anys més tard fou traslladat a Mallorca, on s'integrà ben aviat. A Mallorca col·laborà amb Joan Capó, l'inspector en cap de l'ensenyament primari, amb qui col·laborà en l'organització del Museu Pedagògic de les Illes Balears. Es va casar amb Catalina Palmer i Vidal, amb qui va tenir dos fills i dues filles.
Fernando Leal va ser membre de l'Esquerra Republicana Balear i promogué, juntament amb altes companys, el Secretariat d'Ensenyament d'ERB. Tot complint les disposicions governamentals sobre substitució de l'ensenyament religiós, ordenà la clausura de diverses escoles de monges. Aquest fet originà una forta polèmica. Fernando Leal també era membre del tribunal qualificador de les proves d'ingrés al Magisteri. Amb la rebel·lió feixista de 1936, Leal va ser detingut i, sense cap judici previ, fou assassinat per una colla de falangistes a les cinc de la matinada del 27 d'agost de 1936, al km. 12 de la carretera de Sóller, prop de la possessió de Raixa. La seva esposa, Catalina Palmer, el mes de novembre de 1937 formà part d'una representació d'Esquerra Republicana Balear que viatjà a Madrid "a portar l'expressió viva dels nostres sentiments d'amistat, d'admiració i de solidaritat profundes a tots els germans mallorquins que lluiten en els fronts de Madrid.